# 巴庫米夫卡 (米爾哥羅德區)
50°6′17″N 33°44′54″E / 50.10472°N 33.74833°E
巴庫米夫卡（烏克蘭語：Бакумівка），是烏克蘭的村落，位於該國中部波爾塔瓦州，由米爾霍羅德區負責管轄，處於普肖爾河左岸，分別距離诺沃塞利察0.5公里和霍穆捷齊5公里，海拔高度103米，2001年人口474。